# Internationales Radio Serbien
Das Internationale Radio Serbien (serbisch Međunarodni radio Srbija) war der Auslandshörfunk der Republik Serbien.

## Geschichte
Am 8. März 1936 begann der Kurzwellendienst von Radio Belgrad im Königreich Jugoslawien. Seine Gründung war eine Reaktion auf die Zunahme propagandistischer Rundfunksendungen aus den faschistisch regierten Ländern Europas. Damals sendete man auf Deutsch, Französisch, Griechisch, Italienisch, Serbisch und Ungarisch; noch vor Kriegsbeginn folgten Albanisch, Rumänisch, Slowakisch und Türkisch.
Während der Besetzung Jugoslawiens durch deutsche und italienische Truppen ab 1941 sendete Radio Freies Jugoslawien für die besetzten Gebiete in der Tradition von Radio Belgrad weiter. Der Exilstandort des Senders befand sich bei der russischen Stadt Ufa am Ural.
Nach dem Krieg wurden in der Föderativen Volksrepublik Jugoslawien die Sendungen für das Ausland von Belgrad aus wieder aufgenommen. 1951 wurde Radio Jugoslawien kurzzeitig selbständig, und die Kurzwellensendeanlage  bei Obrenovac in Serbien ging in Betrieb. 1952 gehörte Radio Jugoslawien zu den neun Gründungsmitgliedern des Verbands Jugoslovenska Radio-Difuzija (JRD, Vorgänger von JRT). 1954 wurde der Auslandsdienst wieder Radio Belgrad zugeordnet, blieb aber weiterhin vom Bund finanziert. 1978 wurde er als Radio Jugoslawien erneut selbständig; der Sitz blieb bei Radio Belgrad (Hilendarska 2).
1987 nahm die Kurzwellensendeanlage Jabanuša bei Bijeljina in Bosnien-Herzegowina ihren Betrieb auf. Im Raum Belgrad wurde auch ein UKW-Sender genutzt (1983: 102,9 MHz; 1991: 100,4 MHz).
Nach dem Zerfall der Sozialistischen Föderativen Republik Jugoslawien blieb Radio Jugoslawien 1992 der Auslandsdienst der Bundesrepublik Jugoslawien (Serbien und Montenegro). 1997 begann ein Internetdienst. Die Kurzwellensendeanlage Stubline wurde – wie auch der 8 km nördlich davon gelegene Mittelwellensender von Radio Belgrad – im Mai 1999 im Rahmen des Kosovokriegs bei einem NATO-Luftangriff zerstört. Der Betrieb der bosnischen Sendeanlage Jabanuša wurde im August 2000 eingestellt, im Mai 2001 aber wieder aufgenommen.
Als Serbien und Montenegro 2003 die Bundesrepublik Jugoslawien aufgelöst und einen Staatenbund gebildet hatten, meldete sich Radio Jugoslawien als Internationales Radio Serbien und Montenegro, woraus nach dem Ende des Staatenbundes 2006 das Internationale Radio Serbien wurde. Gesendet wurde in albanischer, arabischer, bulgarischer, chinesischer, deutscher, englischer, französischer, griechischer, italienischer, russischer, serbischer, spanischer und ungarischer Sprache.
2009 trat die damalige Direktorin Milena Jokić aus Protest gegen mangelnde Entwicklungsperspektiven des Senders zurück.
Zum 31. Juli 2015 erfolgte die Einstellung des Sendebetriebs; das Liquidationsverfahren endete 2019.